# The Driver Era
The Driver Era (stilizzato come THE DRIVER ERΛ) è un duo musicale statunitense formato dai fratelli Rocky e Ross Lynch.

## Storia del gruppo
(Ross Lynch sulla scelta del nome della nuova band)
Il 1º marzo 2018, i profili Instagram e Twitter degli R5 sono stati cambiati in quelli dei The Driver Era, con tutti i post precedenti cancellati. Il 2 marzo è stato annunciato ufficialmente che The Driver Era sarebbe stata una band formata dai due fratelli Lynch, Ross e Rocky, attraverso una storia su Instagram sul profilo di Ross. Nello stesso giorno del cambio dei social media, sono state pubblicate delle anteprime del singolo di debutto Preacher Man su Twitter e Instagram.

## Carriera

### 2018-2019:X
Il 16 marzo hanno pubblicato il singolo di debutto, Preacher Man, seguito il 22 marzo dal video musicale. In seguito, il 25 maggio sono usciti due remix speciali della canzone. Il 24 agosto è uscito il loro secondo singolo ufficiale, Afterglow, mentre il 26 ottobre è uscito il singolo Low (seguito anch'esso da uno special remix).
Il 15 gennaio 2019, viene annunciato ufficialmente il primo tour della band, il The Driver Era Live!, con 22 tappe per tutto il Nord America che si sono svolte nel periodo marzo-aprile 2019.
Il 25 marzo hanno pubblicato Feel You Now, singolo seguito da un video musicale poche settimane dopo. Il 26 aprile è uscita la canzone Welcome to the End of Your Life.
Il 13 giugno hanno pubblicato il video musicale per Low e hanno annunciato il loro album di debutto, dal titolo X con 10 tracce, uscito su tutte le piattaforme digitali il 28 giugno.

### 2019-in corso:Girlfriend, Girlfriend World ToureSummer Mixtape
Il 18 ottobre 2019, sui social del gruppo è stata annunciata l'uscita di due nuovi singoli, A Kiss e Forever Always, prevista per il 25 ottobre seguente. I due singoli sono stati pubblicati come un EP composto dai due brani.
Il 29 ottobre, attraverso i social media ufficiali della band, viene annunciato il primo tour mondiale del gruppo, chiamato The Driver Era World Tour, composto da 43 tappe divise in Nord America, Europa e America centrale previsto nel periodo aprile-giugno 2020, in seguito posticipato a causa del COVID-19.
Il 2 aprile 2020 pubblicano due nuovi singoli, OMG Plz Don't Come Around e flashdrive. Il 10 luglio 2020 pubblicano Take Me Away, il 7 agosto arriva Places e il 25 settembre è disponibile Fade. Il 9 luglio dell'anno successivo esce Heaven Angel. Nel mese di agosto esce il singolo #1 Fan; in seguito la band annuncia l'uscita del suo secondo album in studio intitolato Girlfriend, disponibile dal 15 ottobre dello stesso anno.
Tra il 2021 ed il 2022 la band svolge il Girlfriend WORLD TOUR, con tappe in America, Europa e Asia. Nel corso del 2022 pubblicano i singoli Keep Moving Forward, in collaborazione con Nikka Costa, ed il singolo Malibu. Essi fanno parte del terzo album in studio del gruppo, intitolato Summer Mixtape, in uscita il 16 settembre 2022.

## Formazione

### Formazione attuale
- Ross Lynch – voce principale, chitarra ritmica (2018-presente)
- Rocky Lynch – chitarra elettrica, voce (2018-presente)

### Turnisti
- Riker Lynch – basso elettrico, voce (2018-presente)
- Dave Briggs – batteria (2022-presente)
- Garrison Jones – tastiera (2022-presente)
- Rydel Lynch – tastiera, voce (2018-2022)
- Ellington Ratliff – batteria, percussioni, cori (2018-2019)
- Chase Meyer – batteria, percussioni (2020-2022)

## Stile musicale
In un'intervista per Billboard, i due componenti hanno dichiarato che non hanno un'artista di riferimento specifico da cui vengono influenzati, in quanto cercano di restare autentici per creare una musica che non è mai stata fatta prima. Sotto certi aspetti tuttavia, la band ha citato Calvin Harris, Selena Gomez e Dua Lipa come influenza musicale.

## Discografia

### Album in studio
- 2019 – X
- 2021 – Girlfriend
- 2022 – Summer Mixtape

### EP
- 2018 – Preacher Man Remixes

### Singoli
- 2018 – Preacher Man
- 2018 – Afterglow
- 2018 – Low
- 2019 – Feel You Now
- 2019 – Welcome to the End of Your Life
- 2019 – Forever Always
- 2019 – A Kiss
- 2020 – OMG Plz Don't Come Around
- 2020 – flashdrive
- 2020 – Take Me Away
- 2020 – Places
- 2020 – Fade
- 2021 – Heaven Angel
- 2021 – #1 Fan
- 2022 – Keep Moving Forward (feat. Nikka Costa)
- 2022 – Malibu

## Videografia
- 2018 – Preacher Man
- 2019 – Feel You Now
- 2019 – Welcome to the End of Your Life
- 2019 – Low
- 2019 – Forever Always
- 2019 – A Kiss
- 2020 – Take Me Away
- 2020 – Places
- 2020 – Fade
- 2021 – Heaven Angel
- 2021 – #1 Fan
- 2022 – Keep Moving Forward

## Tournée
- 2019 – The Driver Era Live!
- 2021/22 – The Girlfriend Tour
- 2022 – The Driver Era Summer Tour